# Afro-Azië Cup
De Afro-Azië Cup (Engels: Afro-Asian Club Championship) was een jaarlijks voetbaltoernooi tussen de winnaar van de AFC Champions League en de CAF Champions League.

## Finales
| Jaar | Winnaar              | Uitslag(en) | Finalist            |
| ---- | -------------------- | ----------- | ------------------- |
| 1986 | Daewoo Royals        | 2-0 **      | FAR Rabat           |
| 1987 | Al-Zamalek Gizeh     | 2-0 **      | Furukawa            |
| 1988 | Al-Ahly              | 3-1, 1-0    | Yomiuri *           |
| 1989 | ES Sétif *           | 2-0, 3-1    | Al-Sadd             |
| 1992 | Club Africain *      | 2-1, 2-2    | Al-Hilal            |
| 1993 | Wydad Casablanca     | 0-0, 2-0    | Pas Tehran *        |
| 1994 | Thai Farmers Bank    | 1-2, 1-0    | Al-Zamalek Gizeh *  |
| 1995 | Espérance Tunis      | 1-1, 3-0    | Thai Farmers Bank * |
| 1996 | Cheonan Ilhwa Chunma | 0-0, 5-0    | Orlando Pirates *   |
| 1997 | Al-Zamalek Gizeh     | 1-2, 1-0    | Pohang Steelers *   |
| 1998 | Raja Casablanca      | 2-2, 1-0    | Orlando Pirates *   |

* speelde eerst thuiswedstrijd
** 1986 in Riyad, 1987 in Caïro